# قطعنامه ۲۳۳ شورای امنیت
قطعنامه  ۲۳۳ شورای امنیت سازمان ملل متحد که در تاریخ ۰۶ ژوئن ۱۹۶۷ تصویب شد، سندی بین‌المللی دربارهٔ وضعیت خاورمیانه است. این قطعنامه طی نشست ۱۳۴۸ام 
با ۱۵ موافق،۰ مخالف و۰ ممتنع تصویب شد.